# Do The Best (Do As Infinityのアルバム)
『Do The Best』（ドゥ・ザ・ベスト）は、日本のロックバンド・Do As Infinityが2002年3月20日にavex traxから発売した1枚目のベスト・アルバムである。
2004年1月28日にはDVD-Audio規格、2008年11月10日にはメジャー・デビュー10周年突入を記念してHQCD規格の期間限定生産盤としてそれぞれ再発売された。

## 内容
前作『DEEP FOREST』から6ヶ月ぶり、初のベスト・アルバム。
これまでに発表された全シングル、オリジナル・アルバムから選曲され、一部楽曲は当時のライブサポートメンバーを率いてレコーディングスタジオで録られたGREAT TOUR BAND versionで収録された。なお、シングル作品では5thシングルの表題曲「rumble fish」のみ選曲から外れてしまった。
今作以降、シングル・アルバム問わずCCCD規格で発売されるようになった。
2004年3月31日には前述のレコーディングスタジオ音源と後述の楽曲を除いた収録曲のミュージック・ビデオと、Zepp Tokyoで開催された『Do As Infinity greatest year '02 〜ALL STANDING〜』の東京公演から「SUMMER DAYS」「nice & easy」のライブ映像、渋谷公会堂で開催された『Do As Infinity LIVE TOUR 2001 〜DEEP FOREST〜』の東京公演から「遠雷」「135」のライブ映像、SHIBUYA-AXで開催された『Do As Infinity LIVE TOUR 2001』の東京公演から「new world」のライブ映像を収録したDVDが同梱された『Do The Best + DVD』としても発売された。
オリコンチャート初登場1位を獲得。3作連続での首位獲得と年間チャート入りを果たした。出荷枚数ではミリオンセラーを記録している。

## 収録曲

### Disc1 / CD
| 全作詞・作曲: D・A・I。 |                                               |           |            |                       |      |
| #                       | タイトル                                      | 作詞      | 作曲・編曲 | 編曲                  | 時間 |
| 1.                      | 「SUMMER DAYS」                               | D・A・I   | D・A・I    | D・A・I、Seiji Kameda | 3:54 |
| 2.                      | 「遠くまで」                                  | D・A・I   | D・A・I    | D・A・I、Seiji Kameda | 4:04 |
| 3.                      | 「陽のあたる坂道」                            | D・A・I   | D・A・I    | D・A・I、Seiji Kameda | 4:26 |
| 4.                      | 「Desire」                                    | D・A・I   | D・A・I    | D・A・I、Seiji Kameda | 4:32 |
| 5.                      | 「Heart」                                     | D・A・I   | D・A・I    | D・A・I               | 4:11 |
| 6.                      | 「遠雷」                                      | D・A・I   | D・A・I    | D・A・I、Seiji Kameda | 3:45 |
| 7.                      | 「Week!」                                     | D・A・I   | D・A・I    | D・A・I、Seiji Kameda | 4:16 |
| 8.                      | 「new world」                                 | D・A・I   | D・A・I    | D・A・I、Seiji Kameda | 4:49 |
| 9.                      | 「Yesterday & Today」                         | D・A・I   | D・A・I    | D・A・I、Seiji Kameda | 5:05 |
| 10.                     | 「Oasis」                                     | D・A・I   | D・A・I    | D・A・I、Seiji Kameda | 4:57 |
| 11.                     | 「135」                                       | D・A・I   | D・A・I    | D・A・I、Seiji Kameda | 4:33 |
| 12.                     | 「深い森」                                    | D・A・I   | D・A・I    | D・A・I、Seiji Kameda | 4:05 |
| 13.                     | 「nice & easy」                               | D・A・I   | D・A・I    | D・A・I、Seiji Kameda | 4:21 |
| 14.                     | 「冒険者たち (GREAT TOUR BAND version)」      | D・A・I   | D・A・I    | D・A・I、Seiji Kameda | 4:15 |
| 15.                     | 「Tangerine Dream (GREAT TOUR BAND version)」 | D・A・I   | D・A・I    | D・A・I               | 4:00 |
| 16.                     | 「Welcome! (GREAT TOUR BAND version)」        | D・A・I   | D・A・I    | D・A・I、Seiji Kameda | 3:08 |
| 17.                     | 「We are. (GREAT TOUR BAND version)」         | D・A・I   | D・A・I    | D・A・I               | 3:56 |
| 合計時間:               | 合計時間:                                     | 合計時間: | 72:17      |                       |      |

### Disc 2 / DVD
| #         | タイトル              | 作詞  | 作曲・編曲 | 時間 |
| --------- | --------------------- | ----- | ---------- | ---- |
| 1.        | 「SUMMER DAYS」       |       |            | 3:54 |
| 2.        | 「遠くまで」          |       |            | 4:02 |
| 3.        | 「陽のあたる坂道」    |       |            | 4:23 |
| 4.        | 「Desire」            |       |            | 4:29 |
| 5.        | 「Heart」             |       |            | 4:09 |
| 6.        | 「遠雷」              |       |            | 3:42 |
| 7.        | 「Week!」             |       |            | 4:16 |
| 8.        | 「new world」         |       |            | 4:46 |
| 9.        | 「Yesterday & Today」 |       |            | 5:02 |
| 10.       | 「Oasis」             |       |            | 4:56 |
| 11.       | 「135」               |       |            | 4:30 |
| 12.       | 「深い森」            |       |            | 4:06 |
| 13.       | 「nice & easy」       |       |            | 4:17 |
| 合計時間: | 合計時間:             | 56:32 |            |      |

### 解説
1. SUMMER DAYS
5thシングルのカップリング曲。
2. 遠くまで
8thシングルの表題曲。表記はないがアルバムバージョンで収録されている。
3. 陽のあたる坂道
12thシングルの表題曲。アルバム初収録。
4. Desire
7thシングルの表題曲。
5. Heart
2ndシングルの表題曲。今作ではアウトロがフェードアウトしない新バージョンで収録されている。
6. 遠雷
3rdアルバムの収録曲。
7. Week!
9thシングルの表題曲。
8. new world
6thシングルのカップリング曲。今作ではアルバムバージョンからさらにイントロをカットした新バージョンで収録されている。
9. Yesterday & Today
4thシングルの表題曲。
10. Oasis
3rdシングルの表題曲。今作ではアウトロがフェードアウトしない新バージョンで収録されている。
11. 135
2ndアルバムの収録曲。
12. 深い森
10thシングルの表題曲。
13. nice & easy
新曲。
14. 冒険者たち (GREAT TOUR BAND version)
11thシングルの表題曲のレコーディングスタジオでのライブ音源。
15. Tangerine Dream (GREAT TOUR BAND version)
1stシングルの表題曲のレコーディングスタジオでのライブ音源。
16. Welcome! (GREAT TOUR BAND version)
1stアルバムの収録曲のレコーディングスタジオでのライブ音源。
17. We are. (GREAT TOUR BAND version)
6thシングルの表題曲のレコーディングスタジオでのライブ音源。

## 参加ミュージシャン
Do As Infinity
- 伴都美子：Vox
- 大渡亮：Guitar & Backing Vocal

GREAT TOUR BAND
- 浜野和子：Backing Vocal
- 林部直樹：Guitar
- 島本道太郎：Bass
- 高瀬順：Keyboard
- 松本淳：Drums

## タイアップ
- フジテレビ系列火曜9時枠ドラマ『初体験』主題歌 (#3)
- 東芝製ボーダフォン社携帯電話『V302T』CMソング (#3)
- 花王『ラビナス』CMソング (#13)